# Peter Terrin
Peter Terrin (* 3. říjen 1968 Tielt) je belgický spisovatel vlámské národnosti.
Je absolventem Gentské univerzity. V roce 1998 vydal svoji první knihu, sbírku povídek De code. Přispívá také do týdeníku Knack. Jeho nejúspěšnějším románem je Hlídač (v originále De bewaker), za něhož v roce 2010 získal Cenu Evropské unie za literaturu. Zpověď příslušníka ochranky v podzemních garážích je temnou alegorií s antiutopickou atmosférou, přirovnávanou k dílům Franze Kafky a Samuela Becketta. Kniha vyšla v českém překladu Jitky Růžičkové v roce 2012 v nakladatelství Dauphin (ISBN 978-80-7272-410-9)
V roce 2012 byla Terrinovi udělena Literární cena AKO, dvakrát byl nominován na Literární cenu Libris. Jeho literárním vzorem je Willem Frederik Hermans.

## Knihy
- De code (1998)
- Kras (2001)
- Blanco (2003)
- Vrouwen en kinderen eerst (2004)
- De bewaker (2009)
- Post mortem (2012)
- Monte Carlo (2014)
- Yucca (2016)
- Patricia (2018)
- Al het blauw (2021)
- De Gebeurtenis (2022)